# Kirkwall
Kirkwall (în scoțiană Baile na h-Eaglais, în scots Kirkwaa, în norvegiană Kirkjuvagr ) este cel mai mare oraș și centru administrativ din Insulele Orkney. Situat în partea de nord a insulei Mainland. Orașul este deservit de aeroportul omonim.
Este menționat pentru prima dată în Saga Orkneyinga al anului 1046. Ca fondator al orașului, skalzii îl numesc pe Rögnvald Brusason. Traducerea din norvegiană a cuvântului Kirkjuvagr înseamnă "Golful cu biserică" (adică biserica Sf. Olaf). Kirkwall obține statut de oraș pe timpul lui James III al Scoției, în 1486. Orașul a suferit foarte mult în timpul războaielor feudale din secolul al XVII-lea, castelul medieval fiind dǎrâmat.
Principalul punct de reper - Catedrala Sf. Magnus, în care este înfundat Rögnvald Kali Kolsson, este  construitǎ în stil romanic. Aceasta a fost una din cele mai nordice biserici ale evului mediu european. Catedrala a fost reconstruită de mai multe ori. Alături de ea - ruinele palatului unui episcop medieval și reșesința Iarlului de Orkney (secolul XVII).